# Батарея BYD Blade

## Blade Battery: Високоефективна батарея для електромобілів
Blade Battery (Блейд-батарея, лезова батарея, лезовий акумулятор) - це тип літій-залізо-фосфатного акумулятора (LFP) для електромобілів, розробленого та виготовленого компанією FinDreams Battery, що є дочірньою компанією китайського виробника BYD. Офіційно представлений BYD у 2020 році. 
Blade Battery зазвичай є одноелементною акумуляторною батареєю довжиною 96 сантиметрів (37,8 дюймів) і шириною 9 сантиметрів (3,5 дюйма) з особливим дизайном, яку можна розміщувати в масив і вставляти в батарейний блок, як лезо. Її виготовляють в різних довжинах та товщинах. Використання простору батарейного блоку збільшується на понад 50% порівняно з більшістю традиційних блокових батарей з літій-залізо-фосфату. BYD стверджує, що порівняно з літій-іонними батареями на основі нікелю, кобальту та марганцю, а також традиційними літій-залізо-фосфатними батареями, лезова батарея має переваги в безпеці, запасі ходу, довговічності, міцності та потужності. Дальність ходу деяких електромобілів, обладнаних Blade Battery, може досягати понад 600 кілометрів (373 милі).
Акумулятори Blade від BYD живлять Tesla, Ford, Kia, Hyundai, Toyota та інші популярні електромобілі великих автовиробників. Лезові акумулятори вважаються основною причиною успіху BYD. На думку експертів, використовуючи літій-залізо-фосфат як катодний матеріал, BYD може зробити батареї набагато дешевшими.

## Безпека
Під час тесту на проколювання цвяхом (цвях проникає через центр елемента батареї, викликаючи коротке замикання всередині) що вважається одним із найсуворіших методів перевірки теплового розгону акумуляторних батарей, лезова батарея не випустила диму та не загорілася після проколювання, а її поверхнева температура досягла лише 30-60 °C (86-140 °F). Лезова батарея також пройшла інші екстремальні тестування, такі як здавлювання та згинання, нагрівання в печі до 300 °C (572 °F) і перезаряджання на 260%. Жодне з цих випробувань не призвело до займання чи вибуху. 
Лезова батарея BYD продемонструвала вищі стандарти безпеки порівняно з батареями на основі літій-нікель-марганець-кобальт-оксиду (NMC) та літій-нікель-кобальт-алюміній-оксиду (NCA), через вищу температуру розкладання (приблизно 270°C), тоді як для інших типів батарей ця температура становить близько 210°C і 150°C відповідно. Крім того, вона має нижчі виробничі витрати у порівнянні з NMC через використання менш дорогого нікелю як бази для виробництва батарей NMC. При пошкодженні вона виділяє менше тепла в порівнянні з іншими типами батарей.
Щоб відповісти на побоювання користувачів щодо безпеки електромобільних батарей, з липня 2021 року BYD використовує лише Blade Battery в усіх своїх електромобілях для пасажирів.

## Суперечки щодо безпеки
BYD стверджує, що "електромобілі, обладнані Blade Battery, будуть набагато менш схильні до загоряння, навіть при серйозних пошкодженнях".
Проте в липні 2021 року в Китаї був проведений краш-тест між BYD Han EV з лезовою батареєю та Arcfox Alpha-S, оснащеним операційною системою HarmonyOS, яка разом із процесором Kirin 990A забезпечує роботу інноваційної безпілотної системи. Приблизно через 48 годин після тесту BYD Han почав диміти та, за повідомленнями, загорівся, тоді як з Arcfox Alpha-S нічого не сталося, що було приписано новітній (на той час, 2021 рік) системі безпеки автомобіля. 
BYD стверджував, що займання сталося через неправильне використання охолоджувальної рідини для батареї. Зокрема, «червона» охолоджувальна рідина була ідентифікована як електропровідна, що спричинило подальшу реакцію після пошкодження лезової батареї та проводки. Стандартною охолоджувальною рідиною, що використовується в Han, є «фіолетова», яка не є провідною. BYD також зазначив, що тестування було «не загальноприйнятим, не авторитетним і не відповідало стандартам галузі», і закликав медіа звертатися до компанії для розуміння специфікацій автомобіля перед проведенням тестів для отримання об’єктивніших і розумніших результатів.

## Blade Battery: наступне покоління
Відомо, що BYD випустить акумулятор Blade наступного покоління вже цього року. Очікується, що акумулятор забезпечить більший радіус дії за ще нижчу ціну. Генеральний директор BYD Ван Чуаньфу заявив, що нова батарея буде ще меншою і легшою з такою ж ємністю. Керівник BYD додав, що нова батарея дозволить зменшити споживання електроенергії на 100 км, що, ймовірно, сприятиме більшій дальності. Останні серійні батареї Blade мають щільність енергії до 150 Вт*год/кг. Очікується, що акумулятор електромобіля наступного покоління BYD досягне показника у 190 Вт*год/кг. У компанії зазначають, що BYD випустить нову батарею вже в серпні 2024 року.